# سیارک ۸۶۱۲
سیارک ۸۶۱۲ (به انگلیسی: 8612 Burov، نامگذاری:1978SS7) هشت هزار و ششصد و دوازدهمین سیارک کشف شده‌است که در ۲۶ سپتامبر ۱۹۷۸ کشف شد.
قدر مطلق سیارک برابر ۱۴.۸ است.